# Borneostraat (Amsterdam)
De Borneostraat in Amsterdam-Oost kreeg zijn naam in 1900 en werd vernoemd naar het eiland Borneo, het grootste eiland van de Indische archipel. De Borneostraat takt bij het spoorwegviaduct af van de Zeeburgerdijk en loopt tot aan het Javaplein. De straat vormt een hoofdstraat in de Indische Buurt.
Vanaf 1915 reden de lijnen 3 en 14 tot het Javaplein door de straat. In 1932 verdwenen de lijnen 3 en 14 uit de Indische Buurt en nam lijn 9 voor acht jaar de route over. Van 1940 tot 2004 was lijn 10 de vaste tramlijn in de Borneostraat, sindsdien rijdt hier (weer) lijn 14, sinds 8 december 2023 alleen staduitwaarts.